# Peperomia yapasana
Peperomia yapasana är en pepparväxtart som beskrevs av William Trelease. Peperomia yapasana ingår i släktet peperomior, och familjen pepparväxter. Inga underarter finns listade i Catalogue of Life.